# Gold: The Best of Spandau Ballet
Gold: The Best of Spandau Ballet è un greatest hits del gruppo inglese Spandau Ballet. È stato pubblicato nel 2000 dalla Capitol Records. Il 17 agosto 2008 l'album è stato ristampato in versione DVD, dove sono presenti i videoclip delle canzoni in sequenza.
La prima versione uscita nel 2000 aveva una tracklist di 18 tracce e includeva due brani dell'album Heart Like a Sky ed erano Be Free With Your Love e Raw in seguito eliminati e sostituiti dal brano She Loved Like Diamond, lasciando la tracklist di 17 tracce.

## Tracce
1. Gold (da True) - 3:55
2. True (da True) - 5:40
3. Only When You Leave (da Parade) - 4:48
4. Lifeline (da True) - 3:27
5. Communication (da True) - 3:27
6. Instinction (da Diamond) - 3:39
7. Chant No. 1 (I Don't Need This Pressure On) (da Diamond) - 4:09
8. To Cut a Long Story Short (da Journeys to Glory) - 3:22
9. The Freeze (da Journeys to Glory) - 3:33
10. Musclebound (da Journeys to Glory) - 3:56
11. Paint Me Down (da Diamond) - 3:47
12. She Loved Like Diamond (da Diamond) - 2:54
13. Round and Round (da Parade) - 4:34
14. Highly Strung (da Parade) - 4:11
15. Fight for Ourselves (da Through the Barricades) - 4:24
16. I'll Fly for You (da Parade) - 5:14
17. Through the Barricades (da Through the Barricades) - 5:58

## Formazione
- Tony Hadley – voce
- Gary Kemp – chitarra, cori
- Martin Kemp – basso
- John Keeble – batteria
- Steve Norman – sassofono, percussioni